# Azeta undulifera
Azeta undulifera är en fjärilsart som beskrevs av Walker 1865. Azeta undulifera ingår i släktet Azeta och familjen nattflyn. Inga underarter finns listade i Catalogue of Life.